# Elección complementaria de Chile de 2015
La consulta voluntaria, participativa y ciudadana fue una elección complementaria chilena desarrollada el domingo 19 de julio de 2015, para determinar al reemplazante en el escaño de diputado por el distrito n° 9 (correspondiente a las comunas de Monte Patria, Combarbalá, Punitaqui, Canela, Illapel, Los Vilos y Salamanca), que correspondía a Jorge Insunza, el cual quedó vacante al asumir como ministro secretario general de la Presidencia en el marco del segundo gobierno de Michelle Bachelet.
Esta instancia fue generada por el Partido por la Democracia (PPD), como mecanismo interno para definir a la persona que éste designaría en el puesto vacante de Insunza, no tratándose de una elección oficial organizada por el Servicio Electoral (Servel), ya que conforme a la Constitución de 1980 las vacantes de diputados y las de senadores se proveen con el ciudadano que señala el partido político al que pertenecía el parlamentario que produjo la vacante al momento de ser elegido.
En la elección, conforme a lo establecido por el PPD, votaron los militantes del partido y también los electores independientes de la Región de Coquimbo. Asimismo, se determinaron 8 candidatos, de los cuales 5 eran militantes y 3 eran independientes.

## Candidatos
Tras la renuncia de Insunza, la mesa directiva del PPD propuso ese mismo día al exministro del Interior y Seguridad Pública Rodrigo Peñailillo para ocupar el escaño vacante. Peñailillo desechó la propuesta y se mostró favorable a la realización de primarias. El consejo regional del PPD propuso el 14 de mayo la realización de primarias abiertas a nivel regional (considerando la nueva división electoral de Chile, en la cual el distrito 9 fue fusionado con los distritos 7 y 8), y en la cual fueron propuestos 13 candidatos. El mecanismo de elección fue ratificado el 18 de mayo.
Las candidaturas fueron inscritas el 1 de junio, e inicialmente se presentaron 13 potenciales candidatos:
- Teodoro Aguirre: consejero regional de la provincia de Choapa.
- Miguel Ángel Alvarado: médico y exconcejal de Ovalle, había renunciado al PPD en 2008 y se presentó como independiente.[9]
- Federico Arcos: exconsejero regional de Coquimbo.
- Rodrigo Bravo Valenzuela: abogado de la Vicaría de la Solidaridad y fundador de la Central Unitaria de Trabajadores.
- René Jofré: vicepresidente del PPD.
- Gerardo López: presidente provincial del PPD de Choapa.
- Héctor Molina: concejal de Los Vilos.
- Helia Molina: médica y exministra de Salud en el segundo gobierno de Michelle Bachelet.
- Hernán Osses: seremi de Deportes de la región de Coquimbo.[10]
- Tarcila Piña: seremi de Trabajo y Previsión Social de la región de Coquimbo.
- Margarita Riveros: concejal de la comuna de La Serena.
- Gerardo Rojas: alcalde de Salamanca.
- Farid Seleme: presidente de la Juventud PPD.

Finalmente, tras la clarificación de los requisitos, fueron presentadas 8 candidaturas: Margarita Riveros, Héctor Molina, Francisco Rojas, Miguel Ángel Alvarado, Teodoro Aguirre, Farid Seleme, Rodrigo Bravo y Felipe Sfeir.
El partido anunció que se trabajaría con el padrón electoral existente hasta 2013, ya que es el registro más reciente que ha permitido el Servicio Electoral de Chile. En el caso de los militantes del partido, se utilizó el padrón existente hasta el 30 de abril de 2015.

## Desarrollo de la elección y reacciones

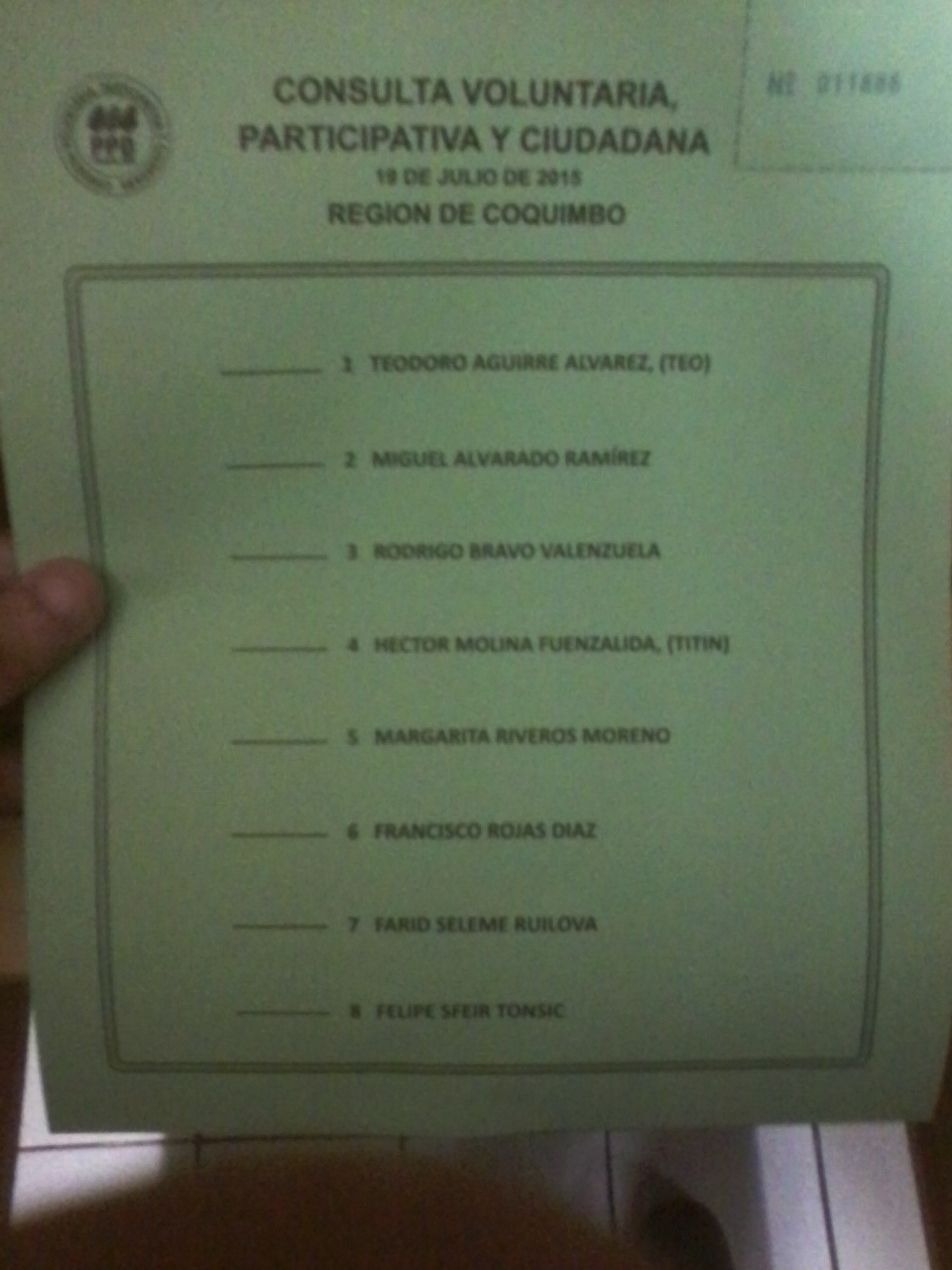
Voto utilizado en la elección.

La campaña de los distintos candidatos se realizó hasta las 22:00 del sábado 18, y fueron habilitadas mesas receptoras de sufragios en cada una de las 29 circunscripciones electorales de las comunas que conforman la Región de Coquimbo, las cuales corresponden al 25% del total de mesas instaladas en las elecciones presidenciales y parlamentarias de 2013. La votación se inició a las 9:00 y terminó a las 17:00.
Tras su triunfo, Miguel Ángel Alvarado fue designado oficialmente por el PPD, asumiendo su escaño en la Cámara de Diputados el 22 de julio.

## Resultados
En orden alfabético:
|  | 15,39 % |

|  | 27,67 % |

|  | 8,54 % |

|  | 8,60 % |

|  | 19,95 % |

|  | 13,54 % |

|  | 5,63 % |

|  | 0,67 % |